# Кокиче (село)
 Тази статия е за селото.  За растението вижте Обикновено кокиче.  
Кокиче е село в Южна България. То се намира в община Кърджали, област Кърджали.

## География
Село Кокиче се намира в планински район.

## Население
Численост и дял на етническите групи според преброяването на населението през 2011 г.:
|                     | Численост | Дял (в %) |
| Общо                | 106       | 100,00    |
| Българи             | 0         | 0,00      |
| Турци               | 101       | 95,28     |
| Цигани              | 0         | 0,00      |
| Други               | 0         | 0,00      |
| Не се самоопределят | 0         | 0,00      |
| Неотговорили        | 3         | 2,83      |